# DFB-Junioren-Vereinspokal 2006/07
Der DFB-Junioren-Vereinspokal 2006/2007 war die 21. Auflage dieses Wettbewerbes. Sieger wurde am 25. Mai 2007 der TSV 1860 München, der im Finale im "Friedrich-Ludwig-Jahn-Sportpark" in Berlin den VfL Wolfsburg mit 2:1 besiegte.

## Teilnehmende Mannschaften
Am Wettbewerb nehmen die Juniorenpokalsieger der 21 Landesverbände des DFB teil:
- SV Werder Bremen (Bremen)
- SC Vier- und Marschlande (Hamburg)
- VfL Wolfsburg (Niedersachsen)
- Holstein Kiel (Schleswig-Holstein)
- FC Schalke 04 (Westfalen)
- MSV Duisburg (Niederrhein)
- 1. FC Köln (Mittelrhein)
- TSV 1860 München (Bayern)
- Karlsruher SC (Baden)
- SC Freiburg (Südbaden)
- SV Darmstadt 98 (Hessen)
- VfB Stuttgart (Württemberg)
- TuS Mayen (Rheinland)
- 1. FC Kaiserslautern (Südwest)
- Energie Cottbus (Brandenburg)
- Hertha BSC (Berlin)
- FC Hansa Rostock (Mecklenburg-Vorpommern)
- 1. FC Magdeburg (Sachsen-Anhalt)
- Chemnitzer FC (Sachsen)
- FC Rot-Weiß Erfurt (Thüringen)
- 1. FC Saarbrücken (Saarland)

## 1. Runde
| Datum      |                   | Ergebnis  |                  |
| ---------- | ----------------- | --------- | ---------------- |
| 13.08.2006 | Holstein Kiel     | 2:3 (1:1) | SC Freiburg      |
| 13.08.2006 | SV Darmstadt 98   | 2:1 (1:0) | MSV Duisburg     |
| 13.08.2006 | 1. FC Magdeburg   | 1:0 (1:0) | VfB Stuttgart    |
| 23.08.2006 | 1. FC Saarbrücken | 1:6 (0:2) | SV Werder Bremen |
| 30.08.2006 | Karlsruher SC     | 0:2 (0:0) | FC Schalke 04    |

## Achtelfinale
| Datum      |                    | Ergebnis  |                          |
| ---------- | ------------------ | --------- | ------------------------ |
| 18.11.2006 | FC Rot-Weiß Erfurt | 2:4 (2:0) | SC Vier- und Marschlande |
| 19.11.2006 | SV Darmstadt 98    | 1:2 (0:2) | VfL Wolfsburg            |
| 19.11.2006 | 1. FC Magdeburg    | 7:0 (1:0) | TuS Mayen                |
| 19.11.2006 | Energie Cottbus    | 0:1 n. V. | 1. FC Kaiserslautern     |
| 19.11.2006 | TSV 1860 München   | 2:0 (1:0) | SV Werder Bremen         |
| 19.11.2006 | SC Freiburg        | 3:6 (1:2) | FC Hansa Rostock         |
| 19.11.2006 | Chemnitzer FC      | 1:0 (1:0) | Hertha BSC               |
| 19.11.2006 | FC Schalke 04      | 2:0 (0:0) | 1. FC Köln               |

## Viertelfinale
| Datum      |                          | Ergebnis                    |                      |
| ---------- | ------------------------ | --------------------------- | -------------------- |
| 10.12.2006 | Chemnitzer FC            | 1:1 n. V. (1:0) (4:3 i. E.) | FC Schalke 04        |
| 10.12.2006 | TSV 1860 München         | 4:1 (1:1)                   | 1. FC Kaiserslautern |
| 10.12.2006 | SC Vier- und Marschlande | 1:7 (1:3)                   | FC Hansa Rostock     |
| 10.12.2006 | 1. FC Magdeburg          | 2:3 (0:3)                   | VfL Wolfsburg        |

## Halbfinale
| Datum      |                  | Ergebnis  |                  |
| ---------- | ---------------- | --------- | ---------------- |
| 05.04.2007 | FC Hansa Rostock | 0:2 (0:1) | TSV 1860 München |
| 07.04.2007 | Chemnitzer FC    | 0:3 (0:3) | VfL Wolfsburg    |

## Finale
| Paarung                   | TSV 1860 München – VfL Wolfsburg |
| Ergebnis                  | 2:1 (0:1) |
| Datum                     | 25. Mai 2007 |
| Stadion                   | Friedrich-Ludwig-Jahn-Sportpark, Berlin |
| Zuschauer                 | 500 |
| Schiedsrichter            | Christian Dingert (Thallichtenberg) |
| Schiedsrichterassistenten | Torsten Bauer (Seesbach) und Tobias Christ (Kaiserslautern) |
| Tore                      | 0:1 Meier (12., FE) 1:1 Eberlein (50.) 2:1 Hosiner (90.) |
| 'TSV 1860 München'        | Andreas Rössl – Michael Mayr, Florian Jungwirth, Mathias Wittek (46. Maximilian Knauer), Michael Schick – Dominik Stahl, Alexander Eberlein – Moritz Steiner (70. Stefan Alschinger), Sandro Kaiser – Philipp Hosiner, Pirmin Lechthaler Cheftrainer: Claus Schromm |
| VfL Wolfsburg             | Martin Klepold – Michael Schulze, Rico Schlimpert, Jan-Christian Meier, Süleyman Çelikyurt – Daniel Reiche, Kevin Maek, Juri Neumann (86. Kevin Kahlert) – Dennis Riemer, Marcel Brendel (65. Massimiliano Anacleto), Sergej Evljuskin Cheftrainer: Peter Hyballa   |
| Gelbe Karten              | Wittek, Schick – Neumann, Reiche |
| Platzverweise             | keine – Riemer (55.) |